# 馬高·史度拉利
馬高·史度拉利（義大利語：Marco Storari，1977年1月7日—）意大利足球員，司職門將，現效力意大利球隊AC米兰。
史度拉利年輕時在意大利的低組別聯賽中上陣，直至27歲才登陸意甲。憑藉他在墨西拿的穩定表現，終於被國內的巨人AC米蘭簽入。

## 外部連結
- 新浪足球 - 史度拉利 （页面存档备份，存于）
- Stats at Tutto Calciatori （页面存档备份，存于） （意大利文）
- Gazzetta dello Sport profile （意大利文）
- Stats at Liga de Fútbol Profesional （意大利文）
- BDFutbol profile （页面存档备份，存于）